# 황패
황패(黃霸, ? ~ 기원전 51년)는 전한 후기의 관료로, 자는 차공(次公)이며 회양군 양가현(陽夏縣) 사람이다. 지방의 유력자로, 이후 운양(雲陽)으로 이주하였다.

## 생애
율령을 익혔고, 무제 때 돈을 바쳐 관직을 받고 시랑알자(侍郞謁者)가 되었으나 형제가 죄를 지어 파면되었다. 이후 다시 곡식을 바쳐 좌풍익의 졸사(卒史)가 되었다. 좌풍익에서는 재물로 벼슬자리를 얻은 사람을 천대하였기 때문에 황패는 돈과 곡식을 계산하는 일을 맡았지만, 장부가 정확하고 또 스스로 청렴하여 높은 평가를 받았다. 황패는 사람의 마음을 잘 살피는 한편 법률에도 밝았고, 또 사람됨이 온화하여 사람들을 잘 다스렸다. 이후 하동의 균수장(均輸長)·하남태수의 승(丞)으로 출세하였고, 크게 신임을 받았다. 무제가 죽고 소제가 즉위한 후에도 지방에서는 법률을 엄격히 적용하여 통치하는 경우가 많았지만, 황패만은 온화하였기 때문에 명성을 떨쳤다.
소제의 뒤를 이어 즉위한 선제는 황패의 명성을 듣고 정위정(廷尉正)에 임명하였다. 이후 수(守)승상장사가 되었으나, 장신소부 하후승이 무제의 종묘 건립에 반대한 일에 연루되어 함께 하옥되었다. 이때 옥중에서 하후승에게서 《상서》를 배웠고, 3년 후 석방되었다. 좌풍익 송기가 현량(賢良)으로 천거하여 양주자사로 복직하였고, 3년 후 고제(高第)로 영천태수로 승진하였다.
영천을 다스릴 때, 황패는 가난한 이들로 하여금 닭과 돼지를 길러 삶에 보태게 하였다. 군의 일은 무엇이든 알았고, 관리와 백성들은 황패의 다스림이 신묘하다고 칭송하였다. 간사한 자는 군을 떠났고, 도적의 수는 날로 줄어들었다.
원강 3년(기원전 63년), 치적을 인정받아 수(守)경조윤으로 승진하였으나 병력 이동에 늑장을 부린 죄로 영천태수로 되돌려졌다. 황패는 영천을 총 8년간 다스렸다.
신작 4년(기원전 58년), 각지에서 봉황이 나타났는데, 영천에서 가장 많이 관찰되었다. 선제는 조서를 내려 황패를 치하하고 관내후에 봉하였고, 몇 달 후 태자태부에 임명하였다.
오봉 2년(기원전 56년), 황패는 어사대부가 되었다. 이듬해에 승상으로 승진하였고, 건성후(建成侯)에 봉해져 열후의 반열에 올랐다. 황패는 백성들을 직접 다스리기를 잘하여, 백관을 호령하는 데에는 위상·병길·우정국에 미치지 못하였다.
감로 3년(기원전 51년)에 죽으니 시호를 정(定)이라 하였고, 작위는 아들 황상이 이었다. 손자 황보는 위위를 지냈다.

## 일화
황패는 젊을 때 양가에서 유요(遊徼)를 지냈다. 하루는 관상을 잘보는 사람과 함께 밖에 나간 적이 있었는데, 그 사람이 어떤 여자를 보고는 부귀해질 상이라고 말하였다. 황패가 알아보니 그 여자는 마을 무당의 딸이었는데, 황패는 바로 혼인하고는 평생을 함께하였다. 결국 황패는 승상이 되어 두릉(杜陵)으로 이주하였다.

## 출전
- 반고, 《한서》
  - 권8 선제기
  - 권18 외척은택후표
  - 권19하 백관공경표 下
  - 권75 수양하후경익이전
  - 권89 순리전